# Test des sirènes en Suisse

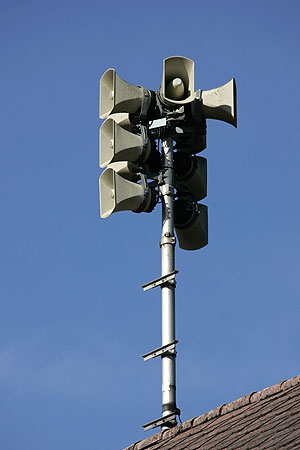
Sirènes dans le village de Bretzwil en Suisse

Le test de sirènes en Suisse est un protocole de test instauré dans les années 1970 visant à vérifier le bon fonctionnement technique des sirènes ainsi que du réseau permettant l'actionnement de ces dernières à distance.

## Histoire
En Suisse, le réseau de sirènes a été mis sur pied à la suite de l'ordonnance du 18 septembre 1936 concernant l'alarme pour la défense aérienne. Les tests de sirènes ont été instaurés dans les années 1970. Ils sont devenus obligatoires en 1988. De 1982 à 1990, ils avaient lieu deux fois par an, les premiers mercredis de février et de septembre.
Depuis 1991, à la suite d'une intervention parlementaire et en raison du bon état général des sirènes, les essais sur les quelque 8 200 sirènes à travers tout le pays ne sont plus effectués qu'une fois par an, le premier mercredi de février, à 13 h 30. Des 2015, le test est entièrement centralisé par le système polyalert.

## Déroulement des tests
L'alarme générale :
Les tests se déroulent en trois phases. Pour chaque phase la sirène doit émettre un son oscillant continu durant une minute : 
- 13 h 30 : les sirènes sont déclenchées depuis la centrale cantonale
- 13 h 40 : les sirènes sont déclenchées à distance par la Protection civile
- 13 h 50 : les sirènes sont déclenchées manuellement depuis leur emplacement

Au besoin, le test peut être poursuivi jusqu'à 14 h 00.
L'alarme eau : 
Elle émet douze sons graves de 20 s chacun, séparés par des intervalles de dix secondes. Elle est testée entre 14 h 15 et 15 h seulement dans les zones situées en aval de barrages.
À l'issue du test, les quelque 1 % à 2 % de sirènes défectueuses sont réparées.
En cas de danger les sirènes de l'alarme générale sont déclenchées toujours avant la sirène eau.